# Ottendorf (Türingia)
Ottendorf település Németországban, azon belül Türingiában. Lakosainak száma 405 fő (2023. december 31.).

## Népesség
A település népességének változása:
| Lakosok száma | 418  | 396  | 396  | 409  | 400  | 405  |
|               | 2014 | 2017 | 2019 | 2021 | 2022 | 2023 |